# Johann Baptist Primisser
Johann Baptist Primisser (auch Johann Primisser; * 23. August 1739 in Prad; † 4. Februar 1815 in Wien) war ein Bibliothekar, Archäologe und Museumsfachmann aus Tirol.

## Leben
Primisser war Sohn eines Landwirts und stammt aus der südtiroler Familie Primisser, absolvierte das Innsbrucker Gymnasium und anschließend philosophische und juristische Studien am Innsbrucker Lyzeum. In dieser Zeit fand er Unterstützung durch seinen älteren Bruder Cassian Primisser. Während seiner juristischen Studien war er Hofmeister bei den Grafen Künigl. 1765 ging er nach Wien. Dort wurde er Haussekretär des Obersten Kanzlers der Vereinigten Hofkanzlei Rudolph Chotek von Chotkow. Schon in dieser Zeit war er für sein archäologisches Wissen bekannt. Deshalb schlug ihm der Gubernialpräsident Franz Josef Graf von Enzenberg vor, sich auf die Stelle des Schlosshauptmanns von Schloss Ambras zu bewerben, worauf ihm am 27. Mai 1768 die Anwartschaft auf diese Stelle durch Kaiserin Maria Theresia zugesichert wurde. Von 1668 bis 1770 begleitete er den Neffen des Grafen Chotek Johann Rudolph Chotek von Chotkow sowie Franz Joseph Graf Wilczek auf eine ausgedehnte Reise durch Italien und Frankreich.
Primisser wurde nach dem Tod des Grafen Chotek mit Dekret vom 21. Juni 1771 mit einer kaiserlichen Pension ausgestattet, bis er schließlich zum 4. Jänner 1772 zum Schlosshauptmann von Schloss Ambras ernannt wurde. Dort machte er sich um die große Sammlung verdient, die er neu aufstellte und inventarisierte. Die Inventarisierung zog sich bis 1788 hin und umfasste schließlich drei Bände. Ab 1783 war er außerdem Professor der griechischen Literatur am Innsbrucker Gymnasium und von 1784 bis 1789 Leiter der Lyzealbibliothek Innsbruck. In seiner Amtszeit wurde die Bibliothek systematisch aufgestellt, ein Lesesaal eingerichtet und der Bestand systematisch katalogisiert. 1792 wurde Primisser zum Repräsentanten der Gymnasien des Landes beim neuerrichteten Studienconsesse gewählt, blieb jedoch nur kurz im Amt, um es wieder von 1794 bis 1796 auszuführen.
Primisser musste zwischen 1796 und 1806 fünfmal mit der gesamten Sammlung von Schloss Ambras flüchten. 1806 verbrachte er die Sammlung nach Wien, um sie 1813 endlich im Unteren Belvedere mit seinem Sohn Alois Primisser aufzustellen. Er hat sich mit seinem Sohn um die wissenschaftliche Aufbereitung der kaiserlichen Sammlungen verdient gemacht.
Primisser wurde bereits am 4. Mai 1776 zum Kaiserlichen Rat ernannt. 1782 wurde er Mitglied der Tiroler Gesellschaft für Künste und Wissenschaft.
Der Tiroler Dichter Johann Friedrich Primisser war sein Vetter.

## Werke (Auswahl)
Fachliteratur
- Kurze Nachricht von dem K. K. Raritätenkabinet zu Ambras in Tyrol: mit 158 Lebensbeschreibungen, derjenigen Fürsten und Feldherrn, deren Rüstungen und Waffen darinn aufbehalten werden, Wagner, Innsbruck 1777.
- Gedanken über das von Herrn Professor Trendelenburg vorgeschlagenem System der griechischen Conjugation, Innsbruck 1792.
- Difficillima pars grammaticae graecae de formatione verbi, Innsbruck 1794.
- De syntaxi graeca libellus, Innsbruck 1796.

Dichtungen
- Der rasende Ajax, Tragödie in fünf Akten.
- Veldidena, Singspiel.
- Die apokalyptische Frau, Singspiel.